# 젊은 엄마
"젊은 엄마"는 2013년에 개봉한 대한민국의 영화이다. 공자관이 감독을 맡았고 이은미 등이 주연으로 출연하였다.

## 출연

### 주연
- 이은미
- 주인철
- 민정
- 연희

## 스태프
- 각색: 채길병
- 프로듀서: 채길병